# 徐敦信
徐敦信（1934年—），男，江蘇揚州人，中華人民共和國外交家。

## 生平
徐敦信早年就讀于上海復旦大學英語系和北京大學東語系。1964年，進外交部任亞洲司副處長、處長、副司長等職位，並出使駐日本大使館公使銜參贊等。1989年，起用為外交部長助理、副部長。1993年，擔任中國駐日本國大使。1998年3月，第九届全国人大第一次会议上，他当选全国人民代表大会常务委员会委员、外事委員會副主任、中國國際問題研究基金會長等職位。